# Élections municipales à Chicago
L'élection municipale à Chicago permet d'élire les conseillers municipaux (Alderman ou Alderwoman), le greffier (Clerk), le trésorier (Treasurer) et bien sûr le maire de la ville (Mayor).

## Élections du maire, du greffier et du trésorier de la ville

### 2007
| Élections du:   | Maire                          | Maire   | Maire   | Greffier                        | Greffier | Greffier | Trésorier                      | Trésorier | Trésorier |
| --------------- | ------------------------------ | ------- | ------- | ------------------------------- | -------- | -------- | ------------------------------ | --------- | --------- |
| 27 février 2007 | Richard Daley (Non-partisan)   | 324,519 | 71.05 % | Miguel Del Valle (Non-partisan) | 244,022  | 57.76 %  | Stephanie Neely (Non-partisan) | 376,420   | 100.00 %  |
| 27 février 2007 | Dorothy Brown (Non-partisan)   | 91,878  | 20.12 % | Diane Jone (Non-partisan)       | 145,694  | 34.48 %  | Stephanie Neely (Non-partisan) | 376,420   | 100.00 %  |
| 27 février 2007 | Bill Walls, III (Non-partisan) | 40,368  | 8.84 %  | Jose Cerda (Non-partisan)       | 32,792   | 7.76 %   | Stephanie Neely (Non-partisan) | 376,420   | 100.00 %  |

### 2003
| Élections du:   | Maire                              | Maire   | Maire   | Greffier                           | Greffier | Greffier | Trésorier                  | Trésorier | Trésorier |
| --------------- | ---------------------------------- | ------- | ------- | ---------------------------------- | -------- | -------- | -------------------------- | --------- | --------- |
| 27 février 2007 | Richard Daley (Non-partisan)       | 363,553 | 78.47 % | James J. Laski, Jr. (Non-partisan) | 376,060  | 100.00 % | Judith Rice (Non-partisan) | 400,515   | 100.00 %  |
| 27 février 2007 | Paul Jakes (Non-partisan)          | 64,941  | 14.02 % | James J. Laski, Jr. (Non-partisan) | 376,060  | 100.00 % | Judith Rice (Non-partisan) | 400,515   | 100.00 %  |
| 27 février 2007 | Patricia McAllister (Non-partisan) | 27,350  | 5.90 %  | James J. Laski, Jr. (Non-partisan) | 376,060  | 100.00 % | Judith Rice (Non-partisan) | 400,515   | 100.00 %  |
| 27 février 2007 | Joseph McAfee, Jr. (Non-partisan)  | 7,488   | 1.62    | James J. Laski, Jr. (Non-partisan) | 376,060  | 100.00 % | Judith Rice (Non-partisan) | 400,515   | 100.00 %  |

## Élections du maire avant 2003

### 1999
Depuis 1999, les élections ont eu lieu sur une base non partisane, avec un système exigeant qu'un candidat obtienne la majorité des voix (si aucun candidat ne l'obtient lors du premier vote, un second tour se déroule entre les deux candidat arrivés en tête).
| Élection municipale du 23 février 1999 | Élection municipale du 23 février 1999 | Élection municipale du 23 février 1999 | Élection municipale du 23 février 1999 | Élection municipale du 23 février 1999 | Élection municipale du 23 février 1999 |
| Parti                                  | Parti                                  | Candidats                              | Voix                                   | %                                      |                                        |
| -------------------------------------- | -------------------------------------- | -------------------------------------- | -------------------------------------- | -------------------------------------- | -------------------------------------- |
|                                        | Non-partisan                           | Richard Daley (sortant)                | 429,746                                | 71.91                                  |                                        |
|                                        | Non-partisan                           | Bobby Rush                             | 167,845                                | 28.09                                  |                                        |

### 1995
| Élection municipale du 4 avril 1995 | Élection municipale du 4 avril 1995 | Élection municipale du 4 avril 1995 | Élection municipale du 4 avril 1995 | Élection municipale du 4 avril 1995 | Élection municipale du 4 avril 1995 |
| Parti                               | Parti                               | Candidats                           | Voix                                | %                                   |                                     |
| ----------------------------------- | ----------------------------------- | ----------------------------------- | ----------------------------------- | ----------------------------------- | ----------------------------------- |
|                                     | Parti démocrate                     | Richard Daley (sortant)             | 360,372                             | 60.12                               |                                     |
|                                     | Indépendant                         | Roland Burris                       | 217,315                             | 36.25                               |                                     |
|                                     | Parti républicain                   | Raymond Wardingley                  | 16,592                              | 2.77                                |                                     |
|                                     | Harold Washington party             | Lawrence Redmond                    | 5,165                               | 0.86                                |                                     |

### 1991
| Élection municipale du 2 avril 1991 | Élection municipale du 2 avril 1991 | Élection municipale du 2 avril 1991 | Élection municipale du 2 avril 1991 | Élection municipale du 2 avril 1991 | Élection municipale du 2 avril 1991 |
| Parti                               | Parti                               | Candidats                           | Voix                                | %                                   |                                     |
| ----------------------------------- | ----------------------------------- | ----------------------------------- | ----------------------------------- | ----------------------------------- | ----------------------------------- |
|                                     | Parti démocrate                     | Richard Daley (sortant)             | 450,581                             | 70.64                               |                                     |
|                                     | Harold Washington party             | Eugene Pincham                      | 160,302                             | 25.13                               |                                     |
|                                     | Parti républicain                   | George Gottlieb                     | 23,421                              | 3.67                                |                                     |
|                                     | Divers                              | James Warren                        | 3,581                               | 0.56                                |                                     |